# Sopor Aeternus
Sopor Aeternus & The Ensemble of Shadows (lat. sopor aeternus „ewiger Schlaf“, „Todesschlaf“; engl. ensemble of shadows „Ensemble der Schatten“), kurz nur Sopor Aeternus, ist ein seit 1989 bestehendes Musikprojekt der Sängerin Anna-Varney Cantodea (lat. cantare ‚singen‘ und dea ‚Göttin‘). Neben Instrumental- und Vokalmusik produzieren Sopor Aeternus auch Fotos, Choreografien und andere Artworks.

## Cantodea
Anna-Varney Cantodea (1952) identifiziert sich als nichtbinär und meidet die Öffentlichkeit meistens, weshalb wenig über sie bekannt ist.
Cantodea gründete 1989 in Frankfurt das Projekt Sopor Aeternus, das zunächst große finanzielle Probleme hatte.

## Theoretischer Hintergrund
Cantodea bezweckt mit Sopor Aeternus einen Prozess der Autotherapie und die künstlerische Auseinandersetzung mit sich selbst. Ihr Ziel ist eine Erleuchtung bzw. das endgültige Ausscheiden aus dem Kreislauf von Leben-Tod-Wiedergeburt, an den sie glaubt. Ihre primäre Motivation stammt aus Schmerzen und Leiden, aus denen für sie unmittelbar eine Notwendigkeit des Ausdrucks zu folgen scheint. Sie will die Aufrichtigkeit und die Wahrhaftigkeit in der Auseinandersetzung darstellen.
Sopor Aeternus sehen sich somit in einer philosophischen Tradition mit den Thesen Arthur Schopenhauers (subjektivem Pessimismus), die eine Erlösung in ähnlicher Form anstreben. Musiktheoretisch will Cantodea Ideen von Richard Wagner verfolgen (vgl. Das Kunstwerk der Zukunft). Vor allem sieht sie zwischen sich und Richard Wagner die Verbindung durch das Ideal eines Gesamtkunstwerks durch wechselseitige Bezüge innerhalb des Werkes. Sie sieht eine Gleichwertigkeit von Text, Musik und Bild, die eine untrennbare Einheit bilden sollen.
Ihre Arbeitsweise erklärte sie in einem Interview: Cantodea fängt zwar nicht immer mit dem gleichen Aspekt eines Liedes an, beginnt jedoch meist mit dem Titel und glaubt an eine verborgene Verbindung von Text und Musik, da diese einander zugeordnet seien, sie also nur bestimmte Instrumente verwenden dürfe, um wahrhaftig zu bleiben.
Einzelne oder auch mehrere Veröffentlichungen zusammen sind zwar inhaltlich in sich abgeschlossen (So ist zum Beispiel Ich töte mich … im Allgemeinen als Vorläufer von Es Reiten … zu sehen.), enthalten aber dennoch auch Querverweise auf andere Veröffentlichungen.
Cantodea gab bis 2013 ausschließlich schriftliche Interviews, um, nach eigenen Angaben, aus den Fragestellungen neue Sichtweisen auf das eigene Werk zu entnehmen.
Am 28. September 2013 wurde das erste Audio-Interview in der gesamten Bandgeschichte veröffentlicht.
Insbesondere wird zu keiner Zeit Wert auf eine korrekte Rezeption gelegt. Sopor Aeternus veröffentlichen eigenen Angaben zufolge nur, um die eigenen Erkenntnisse aus diesem Prozess zu teilen.

## Inhalte

### Tod
Das Thema Tod taucht in allen Werken von Sopor Aeternus auf. Insbesondere sind Selbstmord, Reinkarnation, Sterbehilfe, Nekrophilie, Untote und der Verlust eines geliebten Menschen zu nennen. Auf den Webseiten finden/fanden sich auch Stellungnahmen, die das Recht auf Suizid befürworten; darunter auch ein Link auf die Internetpräsenz der Dignitas.
Beispiele sind die Lieder Sieh, mein Geliebter – Hier hab ich Gift (Dead Lover’s Sarabande I), Dead Souls (Es reiten die Toten so schnell) und Tanz der Grausamkeit (Todeswunsch – Sous le Soleil de Saturne).

### Genderidentität
Auf dem Album Todeswunsch setzt sich Cantodea mit dem eigenen Geschlecht auseinander und unterscheidet dabei das biologische Geschlecht (d. h. genetisches, gonadales und genitales) einerseits und das spirituelle Geschlecht (d. h. Identitätsgeschlecht) andererseits.
Insbesondere die Songs Drama der Geschlechtslosigkeit I und II, Sister of Selfdestruction, Feralia Genitalia und Anima I und II sind diesem Thema und dem Thema Suizid zuzuordnen. Ab 2007 lassen die Songs, wie zum Beispiel In der Palästra oder Architecture II, sowie Interviews die Interpretation zu, dass sie zu einem humorvollen Umgang mit ihrer Genderidentität gefunden hat.

## Musik
Die Musik von Sopor Aeternus lässt sich keinem bestimmten Genre zuordnen. Sie bewegt sich oft zwischen Liedermacherei und Chanson, beinhaltet jedoch auch Filmscore-, Dark-Ambient-, Neoklassik- und Medieval-Elemente (z. B. auf May I Kiss Your Wound? – Saturn:Orion, Freitod-Phantasien, The Goat oder Do You Know My Name?). Anna-Varney selbst bezeichnete sie in frühen Interviews als „Medieval Doom Folk“, nutzt heute jedoch mangels eines passenden Genres die Bezeichnung „Music(k) for dead children and otherwise wounded souls“ und betrachtet sich als eine der letzten Vertreter des wahren Gothic. Weitere Einflüsse werden mit verschiedenen Schwerpunkten auf den Alben eingesetzt. Zum Beispiel werden auf der Veröffentlichung Songs from the inverted Womb vorwiegend Elemente alter Musik, insbesondere des Barock, eingesetzt; auf der Veröffentlichung La Chambre d'Echo fanden vermehrt Electro-Pop-Elemente Verwendung. Cantodea hält die heutige Zeit der digitalen Musik für besonders aufregend, da man so ihrer Meinung nach „mit dem Besten aller Welten“ arbeiten und Aspekte der gesamten Musikgeschichte einbringen kann.
Häufig verwendete Instrumente sind Trompete, Horn, Xylophon, Spinett und Hackbrett. Charakteristisch ist zudem der Einsatz von Kirchenorgeln und Kirchenglocken-Samples. Cantodea selbst erzeugt mit ihrer Stimme verschiedene Lautäußerungen wie Singen, Flüstern oder Krächzen.

## Fotografie
Seit dem Album Es reiten die Toten so schnell (2003) arbeitet Anna-Varney beim Artwork mit Joachim Luetke zusammen, welcher auch bei Bands wie Dimmu Borgir, Rage oder Destruction für das Artwork verantwortlich ist. Bei dem Album La Chambre d’Echo produzierte Sopor Aeternus in Zusammenarbeit mit Joachim Luetke ein 128-seitiges Begleitbuch mit Hochglanzaufnahmen.

## Videoclips
Im Jahr 1992 drehte der Kurzfilmemacher Marcus Stiglegger zusammen mit Anna-Varney am Nordfriedhof Wiesbaden, im dortigen Haus des Friedhofsgärtners, in einem Gothic-Club, in einem Wald bei Dieburg sowie auf dem Mainzer Hauptfriedhof Aufnahmen für einen Videoclip-Zyklus. Die Aufnahmen verschwanden für über 10 Jahre in den Archiven des Labels Trisol, bis sich mit der Veröffentlichung der Box Like a Corpse Standing in Desperation die Chance ergab, aus dem Material endlich die geplanten Clips zu montieren. Unter Cantodeas Anleitung entstanden so mehrere thematisch verbundenen Kurzfilme.

## Trivia
Zusammen mit der Musikerin Constanze Spengler alias Cuirina  nahm Anna-Varney unter dem Namen Nenia C’alladhan ein gleichnamiges Album auf, das 2002 erschien. Oftmals wird dies als Nebenprojekt von Sopor Aeternus bezeichnet, was die beiden allerdings dementieren, da die Zusammenarbeit beide lediglich fördern solle.
Neben dem Hauptprojekt veröffentlichten Sopor Aeternus 1995 auf dem (vergriffenen) Sampler Jekura – Deep the Eternal Forest unter dem Projektnamen White Onyx Elephants die zwei Black-Sabbath-Coverversionen Diô Narâp (Paranoid) und Tabôr C'alan O'itanâ (A National Acrobat), sowie die zwei Stücke Introduction – The Termite People und Deep the Eternal Forest. Weitere Coverversionen sind Modela est (Auf Voyager-The Jugglers of Jusa): Original Das Modell von Kraftwerk, Abschied (Auf Dead Lover's Sarabande II): Original von Nico und Le théâtre de la blessure sacrée.
Der Rapper Bushido verwendet auf seinem Album Vom Bordstein bis zur Skyline (2003) hingegen für die Lieder Dreckstück und Asphalt Samples der Lieder Sieh, mein Geliebter – hier hab ich Gift und Hades „Pluton“ aus dem Sopor Aeternus-Album Dead Lovers' Sarabande (Face One).
Im August 2005 erschien in einer auf 3000 Stück limitierten Auflage Like a Corpse standing in Desperation, ein Boxset, das unter anderem frühe Demoaufnahmen und diverse Merchandisingartikel enthielt. Zudem werden seit Ende 2007 erstmals von offizieller Seite, wenn auch mit begrenzter Produktspanne, separat erhältliche Merchandisingartikel verkauft.
Das am 28. April 2008 erschienene Album Sanatorium Altrosa wurde in zwei verschiedenen Versionen veröffentlicht: einer „Deluxe-“ und einer „Collector’s Edition“. Beide Versionen waren laut dem Internet-Shop Infrarot bereits 8 Wochen vor der offiziellen Veröffentlichung binnen einer Woche ausverkauft.
Das Album POETICA – all beauty sleeps ist das erste Album von Sopor Aeternus, das vollkommen auf der Vertonung von Gedichten Edgar Allan Poes beruht. Dabei wurden bereits bestehende Umsetzungen sowie bislang unvertonte Gedichte neu komponiert.
Die Lieder werden nach Eigenaussage lediglich ein einziges Mal in voller Länge im Studio gespielt, da Cantodea das Singen von Liedern, die oftmals erlebte Ereignisse oder Gefühle darstellen, als sehr intim betrachtet. Es handle sich lediglich um eine Momentaufnahme und da Cantodea diese nicht im Nachhinein manipulieren möchte, werden die Aufnahmen nach der Fertigstellung nicht mehr im Nachhinein bearbeitet. Aus u. a. diesem Grund gibt Sopor Aeternus keine Live-Konzerte.

## Diskografie
siehe auch Liste der Lieder von Sopor Aeternus
- 1989 – Es reiten die Toten so schnell (50 Exemplare lim. Demotape)
- 1994 – … Ich töte mich jedesmal aufs Neue, doch ich bin unsterblich, und ich erstehe wieder auf; in einer Vision des Untergangs … (1000 Exemplare lim.)
- 1995 – Jekura – Deep the Eternal Forest (Sampler)
- 1995 – Todeswunsch – Sous le Soleil de Saturne (3000 Exemplare lim.)
- 1995 – Ehjeh Ascher Ehjeh (3000 Exemplare lim.)
- 1997 – The Inexperienced Spiral Traveller (3000 Exemplare lim. und ab 2004 unlimitiert)
- 1998 – Voyager – The Jugglers of Jusa (3000 Exemplare lim.)
- 1999 – Dead Lovers' Sarabande – Face 1 and 2 (3000 Exemplare lim. CD-Box und ab 2004 unlimitiert; 500 Exemplare lim. LP)
- 2000 – Songs from the inverted Womb (3000 Exemplare lim. CD-Box und ab 2004 unlimitiert; 666 Exemplare lim. LP)
- 2002 – Nenia C´Alladhan (Zusammenarbeit mit Constanze Spengler)
- 2003 – Es reiten die Toten so schnell – or: The Vampyre Sucking at His Own Vein (1999 Exemplare lim. CD-Box und ab 2004 unlimitiert; 666 Exemplare lim. LP-Box)
- 2004 – La Chambre d'Echo – Where the Dead Birds Sing (2000 Exemplare lim. CD-Box und ab 2004 unlimitiert; 666 Exemplare lim. LP-Box)
- 2004 – Flowers in Formaldehyde (2000 Exemplare lim. CD)
- 2005 – The Goat / The Bells Have Stopped Ringing (2000 Exemplare lim. 12" Vinyl)
- 2005 – Like a Corpse Standing in Desperation (lim. Box)
- 2007 – Les Fleurs du Mal (3000 Exemplare lim. Box und unlimitiert)
- 2007 – In der Palästra (DVD)
- 2008 – Sanatorium Altrosa
- 2009 – The Goat ... and Other Re-animated Bodies (DVD)
- 2010 – a STRANGE THING to say (1999 Exemplare lim. EP (CD+DVD))
- 2011 – Have you seen this Ghost? (1999 Exemplare lim. Box (CD+DVD); 693 Exemplare lim. LP)
- 2011 – Children of the corn (1999 Exemplare lim. Set (T-Shirt + Digibook); 693 Exemplare lim. LP   / Veröffentlichung: 25. November 2011)
- 2011 – Imhotep (407 Exemplare lim. Maxi-Single; 307 Exemplare lim. Vinyl-Single)
- 2013 – POETICA – all beauty sleeps (2000 Exemplare lim. Set (CD+Buch); 890 Exemplare lim. LP / Veröffentlichung: 19. September 2013)
- 2014 –  Mitternacht – The Dark Night of Soul (1999 Ltd. Set – CD+Buch); (890 Ltd. 2x12 Vinyl Set); (Ltd. Collector’s Set – 2x12 Vinyl + T-Shirt); (Ltd. Collector’s Set – Buch+CD + T-Shirt)
- 2018 – The Spiral Sacrifice
- 2019 – Death & Flamingos
- 2020 – Island of the Dead
- 2023 – The Colours
- 2023 – Alone at Sam’s - An Evening with...
- 2023 – The Rules

Alle Veröffentlichungen über Apocalyptic Vision. (Gehörig zur Trisol Music Group) Wegen der starken Limitierung, die am 24. September 2004 durch eine Wiederveröffentlichung aller Alben von Sopor Aeternus gelockert wurde, gibt es noch heute viele Plagiate, die vorwiegend in Russland produziert wurden.
Die ersten drei offiziellen CDs (Es reiten die Toten so schnell, Todeswunsch, und Ehjeh Ascher Ehjeh) wurden 2012 als Vinyl Editionen wiederveröffentlicht.